# Giro dei Paesi Baschi femminile 2025
Il Giro dei Paesi Baschi femminile 2025 (Itzulia Women), quarta edizione della corsa, valevole come sedicesima prova dell'UCI Women's World Tour 2025 categoria 2.WWT, si svolse in 3 tappe dal 16 maggio al 18 maggio 2025, su un percorso totale di 377,4 km, con partenza da Zumarraga ed arrivo a San Sebastián, in Spagna. La vittoria fu appannaggio dell'olandese Demi Vollering che completò il percorso in 9h55'44", alla media di 37,98 km/h precedendo la connazionale Mischa Bredewold e la canadese Sarah Van Dam.
Sul traguardo di San Sebastián, 79 cicliste delle 110 accreditate alla partenza da Zumarraga, portarono a termine la competizione.

## Tappe
| Tappa  | Data      | Percorso                      | km    | Vincitore di tappa | Leader cl. generale |
| ------ | --------- | ----------------------------- | ----- | ------------------ | ------------------- |
| 1ª     | 16 maggio | Zumarraga > Salvatierra       | 148,5 | Mischa Bredewold   | Mischa Bredewold    |
| 2ª     | 17 maggio | Ugao-Miraballes > Igorre      | 116   | Mischa Bredewold   | Mischa Bredewold    |
| 3ª     | 18 maggio | San Sebastián > San Sebastián | 112,9 | Demi Vollering     | Demi Vollering      |
| Totale | Totale    | Totale                        | 377,4 |                    |                     |

## Squadre e cicliste partecipanti
| N.    | Cod. | Squadra                     |
| ----- | ---- | --------------------------- |
| 1-6   | TFS  | FDJ-Suez                    |
| 11-16 | SDW  | Team SD Worx-Protime        |
| 21-26 | LIV  | Liv AlUla Jayco             |
| 31-36 | LTK  | Lidl-Trek                   |
| 41-46 | MOV  | Movistar Team               |
| 51-56 | CTC  | Ceratizit Pro Cycling Team  |
| 61-66 | FDC  | Fenix-Deceuninck            |
| 71-76 | LKF  | Laboral Kutxa-Fund. Euskadi |
| 81-86 | CSZ  | Canyon-SRAM Zondacrypto     |
| 91-96 | CGS  | Roland                      |

| N.      | Cod. | Squadra                  |
| ------- | ---- | ------------------------ |
| 101-106 | REP  | Team Coop-Repsol         |
| 111-116 | WOS  | Winspace Orange Seal     |
| 121-126 | BPK  | BePink-Imatra-Bongioanni |
| 131-136 | EIC  | Eneicat-CMTeam           |
| 141-146 | AGS  | AG Insurance-Soudal Team |
| 151-156 | HPH  | Human Powered Health     |
| 161-166 | TPP  | Team Picnic PostNL       |
| 171-176 | TVL  | Team Visma-Lease a Bike  |
| 181-186 | UAD  | UAE Team ADQ             |

## Dettagli delle tappe

### 1ª tappa
- 16 maggio: Zumarraga > Salvatierra - 148,5 km

Risultati
| Pos. | Squadra          | Tempo   |          |
| ---- | ---------------- | ------- | -------- |
| 1    | Mischa Bredewold | SD Worx | 3h52'02" |
| 2    | Millie Couzens   | Fenix   | s.t.     |
| 3    | Margaux Vigié    | Visma   | s.t.     |

| Pos. | Ciclista         | Squadra | Tempo    |
| ---- | ---------------- | ------- | -------- |
| 1    | Mischa Bredewold | SD Worx | 3h51'51" |
| 2    | Millie Couzens   | Fenix   | a 5"     |
| 3    | Margaux Vigié    | Visma   | a 7"     |

### 2ª tappa
- 17 maggio: Ugao-Miraballes > Igorre – 116 km

Risultati
| Pos. | Ciclista         | Squadra  | Tempo    |
| ---- | ---------------- | -------- | -------- |
| 1    | Mischa Bredewold | SD Worx  | 3h08'19" |
| 2    | Liane Lippert    | Movistar | s.t.     |
| 3    | Soraya Paladin   | Canyon   | s.t.     |

| Pos. | Ciclista           | Squadra   | Tempo    |
| ---- | ------------------ | --------- | -------- |
| 1    | Mischa Bredewold   | SD Worx   | 7h00'00" |
| 2    | Liane Lippert      | Movistar  | a 12"    |
| 3    | Julie Van de Velde | AG-Soudal | a 15"    |

### 3ª tappa
- 18 maggio: San Sebastián > San Sebastián – 112,9 km

Risultati
| Pos. | Ciclista         | Squadra   | Tempo    |
| ---- | ---------------- | --------- | -------- |
| 1    | Demi Vollering   | FDJ-Suez  | 2h55'35" |
| 2    | Sarah Van Dam    | Ceratizit | a 55"    |
| 3    | Justine Ghekiere | AG-Soudal | s.t.     |

| Pos. | Ciclista         | Squadra   | Tempo    |
| ---- | ---------------- | --------- | -------- |
| 1    | Demi Vollering   | FDJ-Suez  | 9h55'44" |
| 2    | Mischa Bredewold | SD Worx   | a 48"    |
| 3    | Sarah Van Dam    | Ceratizit | a 1'01"  |

## Classifiche finali

### Classifica generale - Maglia rossa
| Pos. | Corridore           | Squadra   | Tempo    |
| ---- | ------------------- | --------- | -------- |
| 1    | Demi Vollering      | FDJ-Suez  | 9h55'44" |
| 2    | Mischa Bredewold    | SD Worx   | a 48"    |
| 3    | Sarah Van Dam       | Ceratizit | a 1'01"  |
| 4    | Justine Ghekiere    | AG-Soudal | a 1'03"  |
| 5    | Thalita de Jong     | Human P.  | a 1'10"  |
| 6    | Amanda Spratt       | Lidl-Trek | s.t.     |
| 7    | Mavi García         | Liv AlUla | s.t.     |
| 8    | Antonia Niedermaier | Canyon    | s.t.     |
| 9    | Évita Muzic         | FDJ-Suez  | s.t.     |
| 10   | Dilyxine Miermont   | Ceratizit | a 1'27"  |

### Classifica a punti
| Pos. | Corridore        | Squadra   | Punti |
| ---- | ---------------- | --------- | ----- |
| 1    | Mischa Bredewold | SD Worx   | 68    |
| 2    | Sarah Van Dam    | Ceratizit | 46    |
| 3    | Demi Vollering   | FDJ-Suez  | 34    |
| 4    | Margaux Vigié    | Visma     | 28    |
| 5    | Thalita de Jong  | Human P.  | 24    |

### Classifica scalatrici
| Pos. | Corridore          | Squadra   | Punti |
| ---- | ------------------ | --------- | ----- |
| 1    | Demi Vollering     | FDJ-Suez  | 20    |
| 2    | Amanda Spratt      | Lidl-Trek | 11    |
| 3    | Justine Ghekiere   | AG-Soudal | 10    |
| 4    | Morgane Coston     | Roland    | 9     |
| 5    | Julie Van de Velde | AG-Soudal | 9     |

### Classifica giovani
| Pos. | Corridore           | Squadra     | Tempo    |
| ---- | ------------------- | ----------- | -------- |
| 1    | Antonia Niedermaier | Canyon      | 9h56'54" |
| 2    | Maud Oudeman        | Visma       | a 37"    |
| 3    | Isabella Holmgren   | Lidl-Trek   | s.t.     |
| 4    | Gaia Segato         | BePink      | a 1'22"  |
| 5    | Stina Kagevi        | Coop-Repsol | a 1'35"  |

### Classifica a squadre
| Pos. | Squadra                 | Tempo     |
| ---- | ----------------------- | --------- |
| 1    | Ceratizit Pro Cycling   | 29h52'34" |
| 2    | AG Insurance-Soudal     | a 6"      |
| 3    | FDJ-Suez                | a 59"     |
| 4    | Canyon-SRAM Zondacrypto | a 1'08"   |
| 5    | Liv AlUla Jayco         | a 1'20"   |